# ハンス＝ユルゲン・シュトゥムプフ

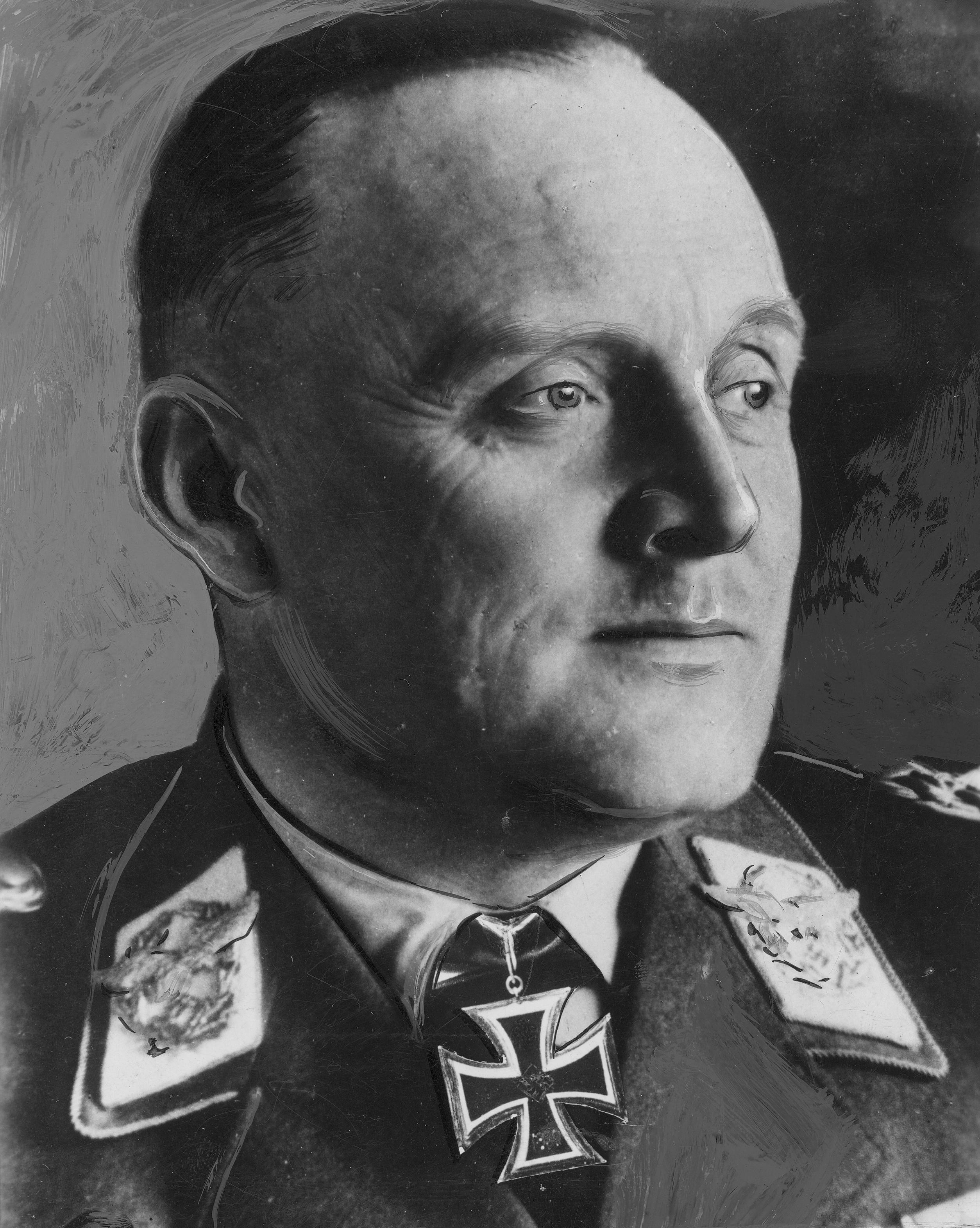
ハンス＝ユルゲン・シュトゥムプフ

ハンス＝ユルゲン・シュトゥムプフ（Hans-Jürgen Stumpff, 1889年6月15日 – 1968年3月9日）は、ドイツの陸軍軍人、空軍軍人。空軍上級大将。1945年5月9日、第二次世界大戦のドイツ国無条件降伏文書に署名した一人。

## 経歴
ポンメルン地方のコルベルクに生まれる。1907年、兄弟のホルストと共にプロイセン陸軍に入営し、第2プロイセン第12ブランデンブルク擲弾兵連隊「プリンツ・カール・フォン・プロイセン」に士官候補生として配属される。1908年11月に少尉に任官。第一次世界大戦には参謀将校として参加、大尉に昇進。ヴァイマル共和政時代も主に参謀将校としてのキャリアを積み、国防省で部長となる。中佐当時の1933年9月、新たに建設が進められていた空軍に移籍し、人事部長に就任。1937年6月から1939年1月まで空軍参謀総長を務める。その間ドイツ空軍建設に努め、1938年に航空兵大将に昇進した。
第二次世界大戦が勃発すると、さまざまな航空艦隊の司令官を務める。フランス降伏後の1940年7月に上級大将に昇進。1941年9月には騎士鉄十字章を授与された。1943年末までノルウェーに駐屯する第5航空艦隊司令官を務め、バトル・オブ・ブリテンを戦ったほか、スコットランドやイングランド北部を空襲、またソビエト連邦への援助物資を積んでムルマンスクに向かう連合国の船団を攻撃した。1944年に本土防空を担当する中央航空司令部(Luftwaffenbefehlshaber Mitte)（のち帝国航空艦隊(Luftflotte Reich)と改称）司令官に転じ、ドイツ本国を空襲する連合軍の爆撃機を迎撃した。
1945年5月9日朝、シュトゥムプフは陸軍代表のヴィルヘルム・カイテル元帥らと共に、ベルリン・カールスホルストにおいて、連合国に対する無条件降伏文書に署名した。シュトゥムプフは負傷していた空軍総司令官ローベルト・フォン・グライム元帥の代理であった。これにより第二次世界大戦の欧州戦線は公式に終結した。イギリス軍の捕虜となったシュトゥムプフは1947年10月に釈放された。
1950年にはナチ党のハンブルク大管区指導者だったカール・カウフマンが設立した地下極右組織に接触している。西ドイツのフランクフルト・アム・マインで死去した。

## 栄典

### 外国勲章
- 1942年9月26日 - 勲一等瑞宝章[1]